# Caranx papuensis
Caranx papuensis là một loài cá trong họ Carangidae trong bộ Perciformes.

## Phân bố
Trevy trevy phổ biến khắp vùng biển nhiệt đới và cận nhiệt đới của Ấn Độ Dương và Tây Thái Bình Dương. Phạm vi của nó kéo dài từ Nam Phi và Madagascar về phía bắc dọc theo bờ biển Đông Phi n, nhưng không có hồ sơ nào về loài được biết đến từ Biển Đỏ hoặc Vịnh Ba Tư. Hồ sơ tiếp tục từ Ấn Độ về phía đông khắp Đông Nam Á, Quần đảo Indonesia và nhiều nhóm đảo ở Ấn Độ Dương và Đông Thái Bình Dương. Loài được biết đến từ xa về phía nam tận Sydney, Australia 
và xa về phía bắc đến Quần đảo Ryukyu của Nhật Bản. Phạm vi của nó mở rộng về phía đông đến Quần đảo Marquesas ở trung tâm Thái Bình Dương.